# Tinamotaecola andinae
Tinamotaecola andinae is een luizensoort uit de familie Philopteridae. De wetenschappelijke naam van de soort is voor het eerst geldig gepubliceerd in 1944 door Carriker.